# Porphyrinia extraria
Porphyrinia extraria là một loài bướm đêm trong họ Noctuidae.